# Onthophagus bimetallicus
Onthophagus bimetallicus là một loài bọ cánh cứng trong họ Bọ hung (Scarabaeidae).